# Tribecs-hegység
A Tribecs-hegység (szlovákul Tribeč, németül Tribetzgebirge) az Északnyugati-Kárpátok belső, kristályos vonulatához tartozó hegység a Kisalföld északi peremvidékén Szlovákiában. Legmagasabb pontja a 829 m magasságot elérő Nagy-Tribecs (szlovákul Veľký Tribeč).

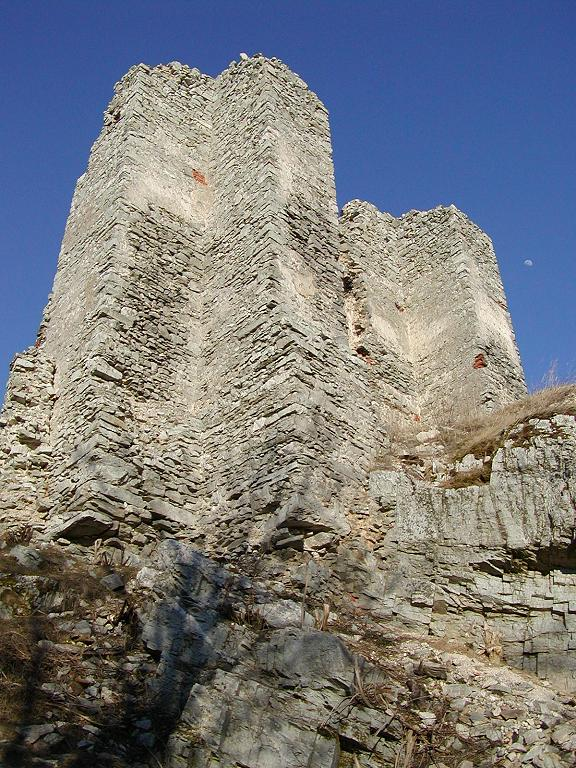
Gímes vára

## Tagolódása
- Zobor-hegység: A Tribecs-hegység déli részét képező Zobor-hegység, Nyitra városánál éri el a Kisalföldet. Gránit alapzatát mészkő borítja. Legmagasabb csúcsai a 616 m tengerszint feletti magasságot elérő Zsibrica (szlovákul Žibrica) és az 587 m magas Zobor-hegy, melynek déli lejtőin fekszik Nyitra Zobor elnevezésű városrésze. Erdeit főként tölgyesek alkotják.
- Gímes: A Gímes (régiesen Ghymes, szlovákul Jelenec) vonulata Zobortól északkeletre fekszik, választóvonalukat a Zsére és Menyhebédszalakusz községek közötti hegyszűkület képezi.
- Nagy-Tribecs (szlovákul Veľký Tribeč): Központi vonulata a Nagy-Tribecs, Gímestől északkeletre húzódik. Legmagasabb pontja a 829 m magas Nagy-Tribecs.
- Razgyel-hegycsoport (szlovákul Rázdiel): A hegység legkeletibb részlete, mely a Madaras és az Újbányai-hegység közé ékelődik. Előbbihez a Pálosnagymezőnél, utóbbihoz a Kisülésnél található nyereggel kapcsolódik. A Nagy-Tribecs vonulatához Kicőnél csatlakozik. Legmagasabb pontja a 799 m magas Sólymos (szlovákul Sokolec, németül Dürrwald).[1]

## Természetvédelmi területei
- Zobori erdősztyeppe természetvédelmi terület (szlovákul Zoborská lesostep). Területe 23 hektár. 1952-ben nyilvánították védetté.
- Zsibrica természetvédelmi terület (szlovákul Prírodná rezervácia Žibrica). 68 hektárnyi területe 1954 óta védett.

A Cifra kankalin előfordulását már a 20. század első harmadában megállapították.